# Coullons
Coullons ist eine französische Gemeinde mit 2.251 Einwohnern (Stand: 1. Januar 2022) im Département Loiret in der Region Centre-Val de Loire; sie gehört zum Arrondissement Montargis und zum Kanton Sully-sur-Loire (bis 2015: Kanton Gien). Die Einwohner werden Coullonais genannt.

## Geographie
Der Ort liegt am Fluss Aquiaulne, im Gemeindegebiet befindet sich auch die Quelle des Beuvron, beide sind Zuflüsse der Loire. Umgeben wird Coullons von den Nachbargemeinden Saint-Florent im Norden und Nordwesten, Saint-Gondon im Norden und Nordosten, Poilly-lez-Gien im Nordosten, Autry-le-Châtel im Osten, Blancafort im Süden und Südosten, Argent-sur-Sauldre im Süden und Südwesten sowie Cerdon im Westen.

## Bevölkerungsentwicklung
| 1962 | 1968 | 1975 | 1982 | 1990 | 1999 | 2006 | 2018 |
| ---- | ---- | ---- | ---- | ---- | ---- | ---- | ---- |
| 2158 | 2060 | 2067 | 2046 | 2258 | 2274 | 2385 | 2309 |

## Sehenswürdigkeiten

Kirche Saint-Étienne

- Kirche Saint-Étienne